# Picture This
Picture This är en amerikansk komedifilm från 2008. Ashley Tisdale spelar huvudrollen som Mandy Gilbert, den impopulära tjejen på skolan. 

## Handling
Mandy Gilbert, en helt vanlig tjej i High School, blir bjuden på fest av skolans populäraste kille, Drew, som hon varit hemligt förälskad i sen 7:e klass. Det enda problemet är att hon har en överbeskyddande pappa som ger henne utegångsförbud och Drews exflickvän som vill göra det svårt för Mandy. Men Mandy kommer snart inse vad som egentligen är viktigt i livet...

## Skådespelare
- Ashley Tisdale - Mandy Gilbert
- Robbie Amell - Drew Patterson
- Cindy Busby - Lisa Cross
- Lauren Collins - Alexa
- Shenae Grimes - Cayenne
- Maxim Roy - Marsha Gilbert
- Kevin Pollak - Tom Gilbert
- Marie-Marguerite Sabongui - Blair
- Mark Ositashvili - Peyton